# Cabrestante

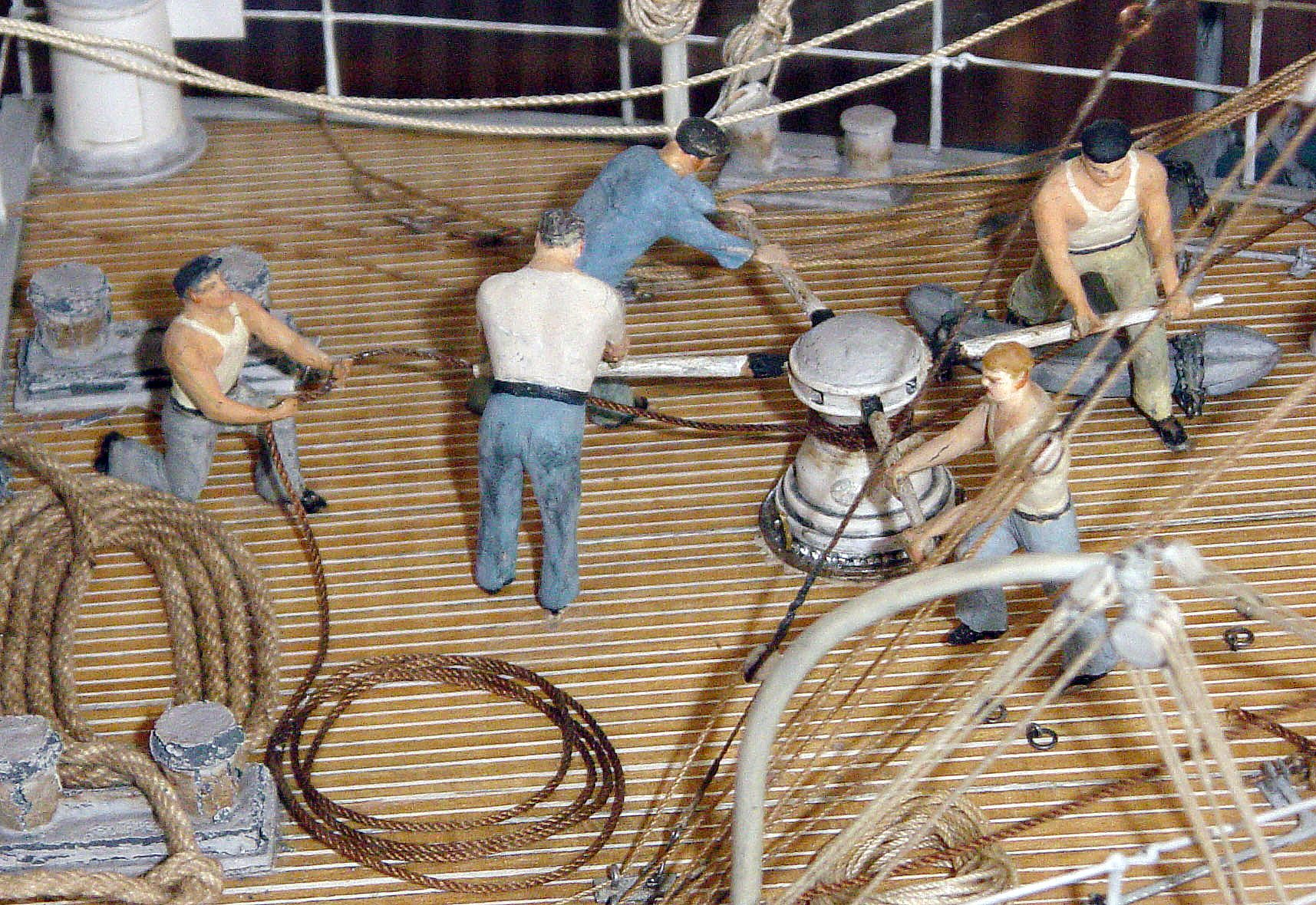
Modelo a escala de marineros accionando un cabrestante.

El cabrestante, cabestrante o árgano  es un dispositivo mecánico, compuesto por un rodillo o cilindro giratorio de eje vertical, impulsado bien manualmente o por un animal, o bien por una máquina, de vapor, eléctrica o hidráulica, unido el cilindro o rodillo a un cable, una cuerda o una maroma, que sirve para arrastrar, levantar o desplazar objetos o grandes cargas. 
Aunque el término preferido es cabrestante, también se acepta la forma cabestrante (no así cabestante u otras variaciones, incorrectas), refiriéndose ambos términos al mismo dispositivo.

## Etimología
La palabra cabrestante viene del occitano cabestran, y este del latín capistrum, ‘ronzal’.
El término cabestrante viene de cabestro, animales de tiro utilizados con una soga atada a su tez para el giro del torno de arrastre. 

## Descripción
Consiste en un rodillo giratorio, alrededor del cual se enrolla un cable o una maroma, provocando el movimiento en la carga sujeta al otro lado del mismo. En los cabrestantes manuales, unas barras cruzadas en los extremos del cilindro giratorio permiten aplicar la fuerza necesaria. Son parte integral, entre otras cosas, del equipamiento náutico. También se utilizan en vehículos, ubicados en la parte frontal y accionados por motores eléctricos generalmente independientes del propio motor del vehículo que permiten anclar un gancho a algún punto sólido para tirar del vehículo y sacarlo de una situación complicada (barro, pendiente...). 
El cable puede ser de acero o un material sintético, como kevlar. El kevlar es más ligero y aguanta mejor los tirones, pero es menos resistente a las rozaduras durante el arrastre.

## Historia
Tal como los demuestran varios jeroglíficos egipcios, en el siglo XII a. C. ya era conocida su utilidad. 
Los malacates (del náhuatl malacatl, huso, cosa giratoria) eran máquinas de tipo cabrestante, de eje vertical, muy usadas en las minas para extraer minerales y agua, que inicialmente tenían un tambor en lo alto del eje, y en su parte baja la, o las, varas a las que se enganchan las caballerías que lo movían. Posteriormente pasaron a utilizar energía eléctrica para mover un tambor horizontal y a estar en lo alto de una torre. Hoy en día se usa esta denominación para denominar a los cabrestantes en muchas partes de América Latina. 
Hoy en día, malacate (winch en inglés) es un tambor que contiene enrollado un cable de acero, soportado por una base, que va fijado sobre una superficie fija, o bien sobre un vehículo. Es usado para arrastrar cargas, o, en el caso de vehículos, como ayuda para atravesar dificultades del terreno, o mover grandes pesos.
Para el arrastre con malacate en un vehículo, es necesario tener en cuenta tres puntos: 
- a: peso total del vehículo;
- b: característica del terreno o superficie;
- c: la inclinación de grado, o pendiente sobre la cual se moverá el vehículo.

Pueden funcionar mediante motores eléctricos o sistemas hidráulicos.

## Usos y aplicaciones

### Minería
La utilización de cabrestantes también está extendida a una gran variedad de labores industriales, entre las cuales se encuentra la minería. En minería los cabrestantes se emplean para la extracción de materiales y personal en jaulas o trenes de vagones procedentes del interior de la mina. En el caso de las jaulas, los cabrestantes se disponen en el castillete del pozo vertical, y permiten el izado de una jaula minera en vertical. En el caso de los trenes de vagones, los cabrestantes permiten tirar de los mismos mediante un cable de acero u otro dispositivo, rodando el tren de vagones por la superficie inclinada.

### Automóviles
En todoterrenos se utilizan para engancharlos en algún árbol u otro vehículo, en caso de que no se pueda superar un obstáculo o haya quedado encallado.
A veces se usan cinchas de un material sintético para arrastrar vehículos, porque el cable de acero se degrada mucho con el uso continuo debido al arrastre. La resistencia de los cables de acero y su posibilidad de ser enrollados fácilmente en el torno o rodillo por un motor eléctrico los hace predominar sobre el uso de cinchas o eslingas.  
Las cinchas o cables de acero con mosquetones se suelen utilizar para enrollarlos a un objeto fijo que no se puede enganchar, como un árbol. 

### Industria
Otras aplicaciones de cabrestantes pueden ser el remonte de materiales a tolvas en las industrias cementera, metalúrgica y mineralúrgica, o el accionamiento de cadenas y cintas de producción en la industria.

### Construcción
Se utilizaron metidas en construcciones a modo de caseta y entre otros lugares; formaban parte de la red de saneamiento de Bilbao. Existen aún numerosas construcciones de este tipo en municipios como Guecho. 

## Imágenes

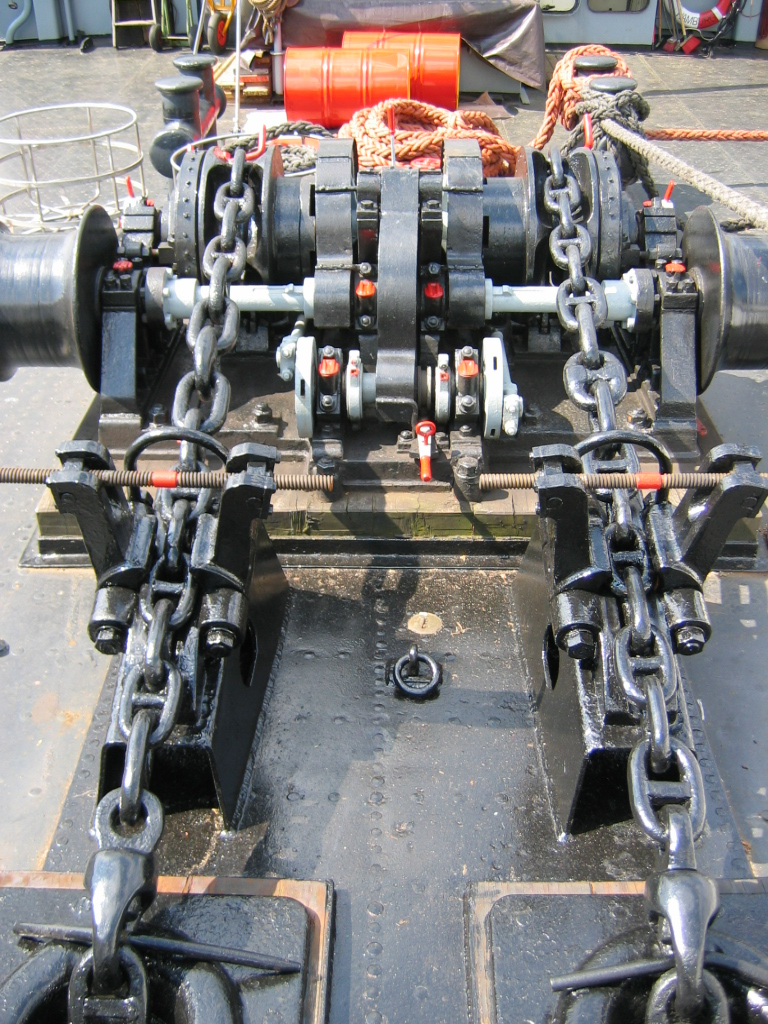
Cabrestante de eje horizontal y sistema de fondeo.
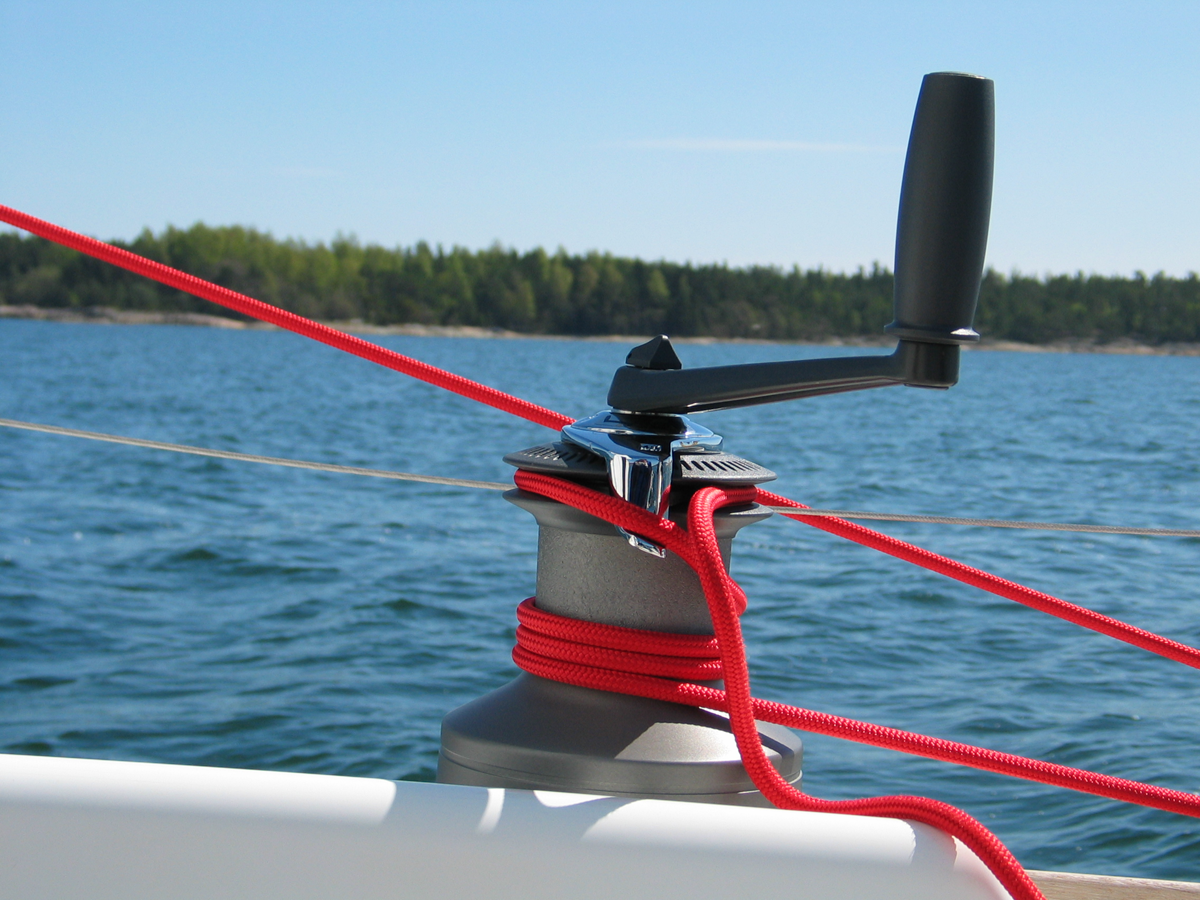
Tambor de arrollamiento con mango desmontable para velero.
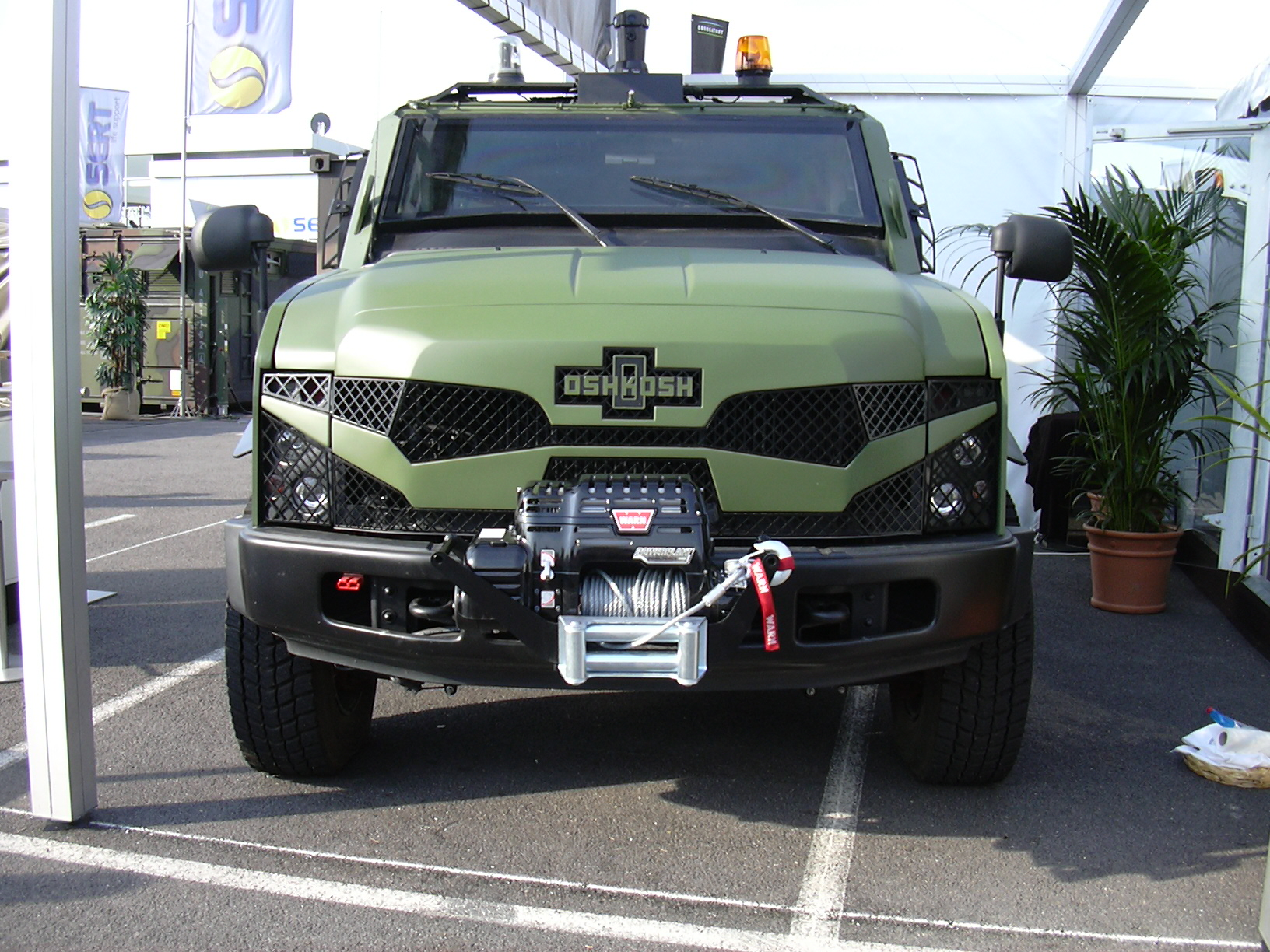
Parachoques con cabrestante de un todoterreno. Se aprecia la imposibilidad de usar una cincha, enrollando un motor eléctrico el cable de acero directamente.